# 18+
«18+» — український короткометражний фільм про гострі соціальні проблеми і особисті стосунки сучасних молодих українців режисера Романа Бровко.

## Інформація

### Опис
Фільм «18+» про 18-річну незайману дівчину, секс без любові і любов без сексу.
| «Дійсно, таке кіно відкрите, позитивне, з хепі-ендом, який у нас рідко, все ж, відбувається в Україні … Я розумію, що є дуже багато таких серйозних картин, глибоких, екзистенціальних, дуже непростих в програмі. Я розумію, що я не знімав кіно цього сорту, я знімав кіно, щоб подобалося народу, щоб були овації, щоб були емоції і контакт.» | Р. Бровко, режисер.

## Фестивалі
У 2013 році фільм був представлений на 66-му Каннському кінофестивалі у Short Film Corner. Каннські відбірники включили у доробок 12 українських робіт, серед яких і  «18+» Романа Бровко. На фестивалі були також представлені інші українські короткометражні фільми: «Закон Мьорфі» Ольги Карплюк, «Дорога» Максима Ксєнди, «Постскриптум» Анастасії Храмової, «Уроки української» Руслана Батицького, «У ванній» Ігоря Морозова, «Жовта квітка для месьє Бурійона» Лариси Артюгіної, «Структура кави» Олега Бобало-Яремчука, «Портрет» Анастасії Старової, «Німфо» Олега Борщевського, «Пробудження» Миколи Літвіна, «Повернення (множина)» Олександра Ратия.